# Olympische Sommerspiele 1908/Leichtathletik – 3500 m Gehen (Männer)
Das 3500-Meter-Gehen der Männer bei den Olympischen Spielen 1908 in London wurde am 14. Juli 1908 im White City Stadium entschieden.
Der Wettbewerb wurde auf der Rundbahn im Stadion ausgetragen, es handelte sich also um ein Bahngehen. Nach einer Vorpremiere zwei Jahre zuvor bei den Athener Zwischenspielen war es der erste Gehwettkampf bei Olympischen Spielen überhaupt.
Erster Olympiasieger im Gehen wurde der Brite George Larner. Er gewann vor seinem Landsmann Ernest Webb und dem für Australasien startenden Harry Kerr.

## Rekorde
Der bestehende inoffizielle Weltrekord wurde in einem Rennen über 2 Meilen aufgestellt, das entspricht 3218,69 Metern. Einen olympischen Rekord gab es noch nicht, denn diese Disziplin war erstmals olympisch.
| Weltrekord | 13:11,4 min | Großbritannien | George Larner | 1904 |

Folgende Rekorde wurden bei diesen Olympischen Spielen im 3500-Meter-Gehen auf- oder eingestellt:
| OR | 15:32,0 min | George Larner | Großbritannien | 1. Vorausscheidung, 14. Juli |
| OR | 15:17,2 min | Ernest Webb   | Großbritannien | 2. Vorausscheidung, 14. Juli |
| OR | 14:55,0 min | George Larner | Großbritannien | Finale, 14. Juli             |

## Ergebnisse

### Vorausscheidungen (14. Juli)
Aus drei Vorausscheidungen qualifizierten sich je die jeweils ersten Drei – hellgrün hinterlegt – für das Finale, das noch am selben Tag ausgetragen wurde.

#### 1. Vorausscheidung
| Platz | Athlet          | Land           | Zeit (min) |
| ----- | --------------- | -------------- | ---------- |
| 1     | George Larner   | Großbritannien | 15:32,0 OR |
| 2     | Harry Kerr      | Australasien   | 16:02,2000 |
| 3     | William Palmer  | Großbritannien | 16:33,0000 |
| 4     | Paul Gunia      | Deutschland    | 16:38,0000 |
| 5     | Sydney Sarel    | Großbritannien | 17:06,0000 |
| 6     | Arne Højme      | Dänemark       | 17:23,4000 |
| 7     | Jo Goetzee      | Niederlande    | 17:37,8000 |
|       | Bill Brown      | Großbritannien | DSQ000     |
|       | Alfred Yeoumans | Großbritannien | DSQ000     |
|       | Piet Soudyn     | Niederlande    | k. A.000   |

Die drei letztgenannten Geher in dieser Auflistung finden sich nur bei Sports-Reference.

#### 2. Vorausscheidung
| Platz | Athlet              | Land           | Zeit (min) |
| ----- | ------------------- | -------------- | ---------- |
| 1     | Ernest Webb         | Großbritannien | 15:17,2 OR |
| 2     | Charles Vestergaard | Dänemark       | 17:07,0000 |
| 3     | Einar Rothman       | Schweden       | 17:40,2000 |
| 4     | Willem Winkelman    | Niederlande    | 17:57,6000 |
| 5     | István Drubina      | Ungarn         | 18:44,6000 |
| 6     | Piet Ruimers        | Niederlande    | 18:44,8000 |
|       | Richard Quinn       | Großbritannien | DSQ000     |
|       | John J. Reid        | Großbritannien | DSQ000     |

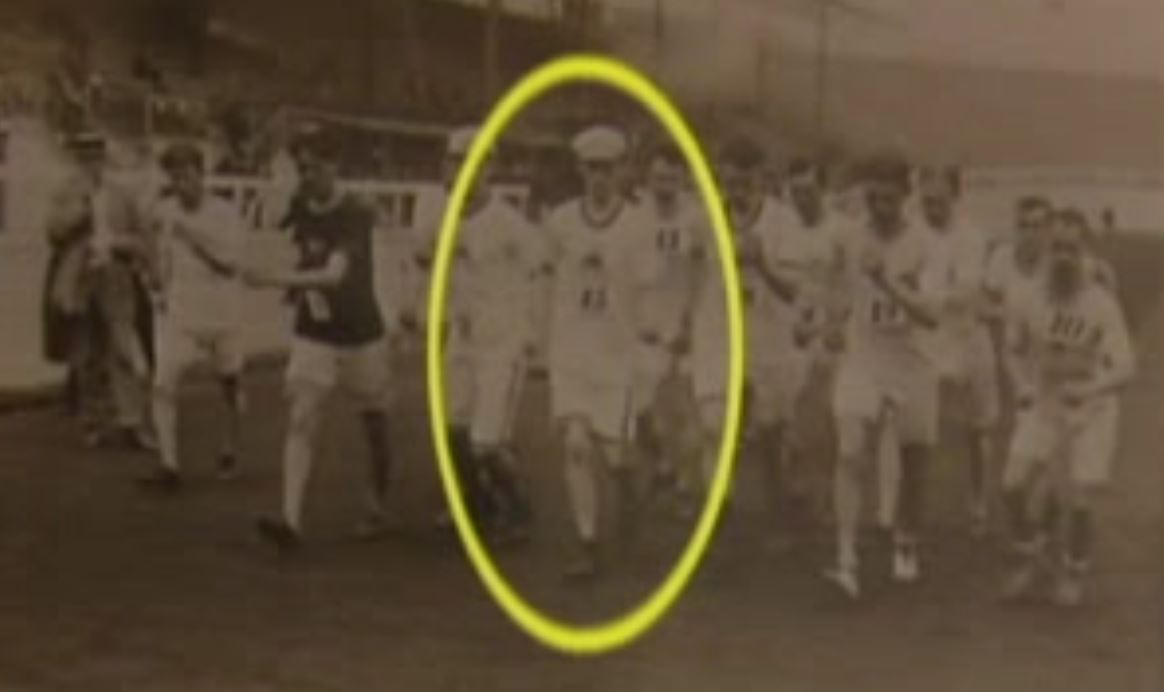
Willem Winkelman – ausgeschieden als Vierter der zweiten Vorausscheidung

Die beiden hier als disqualifiziert aufgeführten Geher werden in der unten genannten
Literatur von zur Megede als Teilnehmer gelistet, die aufgaben.

#### 3. Vorausscheidung
| Platz | Athlet          | Land           | Zeit (min) |
| ----- | --------------- | -------------- | ---------- |
| 1     | George Goulding | Kanada         | 15:54,0    |
| 2     | Ralph Harrison  | Großbritannien | 16:04,4    |
| 3     | Albert Rowland  | Australasien   | 16:08,6    |
| 4     | Ernest Larner   | Großbritannien | 16:10,0    |
| 5     | John Butler     | Großbritannien | 16:17,0    |
| 6     | Richard Wilhelm | Deutschland    | 17:33,8    |
| 7     | Jan Huijgen     | Niederlande    | 17:43,0    |

### Finale (14. Juli)
| Platz | Athlet              | Land           | Zeit (min) |
| ----- | ------------------- | -------------- | ---------- |
| 1     | George Larner       | Großbritannien | 14:55,0 OR |
| 2     | Ernest Webb         | Großbritannien | 15:07,4000 |
| 3     | Harry Kerr          | Australasien   | 15:43,4000 |
| 4     | George Goulding     | Kanada         | 15:49,8000 |
| 5     | Albert Rowland      | Australasien   | 16:07,0000 |
| 6     | Charles Vestergaard | Dänemark       | 17:21,8000 |
| 7     | Einar Rothman       | Schweden       | 17:50,0000 |
|       | William Palmer      | Großbritannien | DNF000     |
|       | Ralph Harrison      | Großbritannien | DSQ000     |

Ernest Webb führte während der ersten Runde und wurde in Runde zwei von George Larner eingeholt. Beide zogen dem Feld davon. Nach etwa einer Meile setzte sich Larner langsam ab und gewann mit ungefähr 45 Yards Vorsprung. Auf Platz drei kam der für Australasien startende Harry Kerr. Der viertplatzierte Kanadier George Goulding nahm noch am 10-Meilen-Gehen teil, wo er aufgab, und am Marathonlauf, in dem er Rang 22 belegte.
Drei Tage später gewann George Larner über die Distanz von zehn Meilen seine zweite Goldmedaille im Gehen.
Der oben als disqualifiziert aufgeführte Ralph Harrison wird in der unten genannten Literatur von zur Megede als Teilnehmer gelistet, der aufgab.

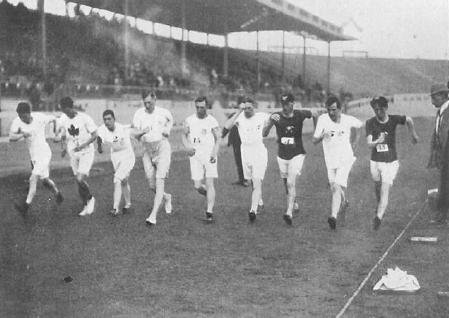
Start des Finales
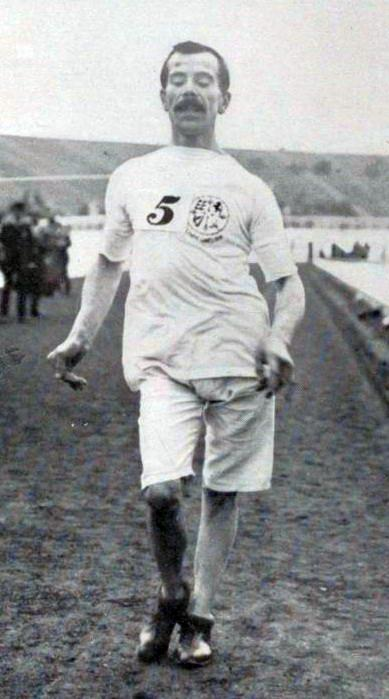
Olympiasieger George Larner, drei Tage später auch Gewinner des 10-Meilen-Gehens
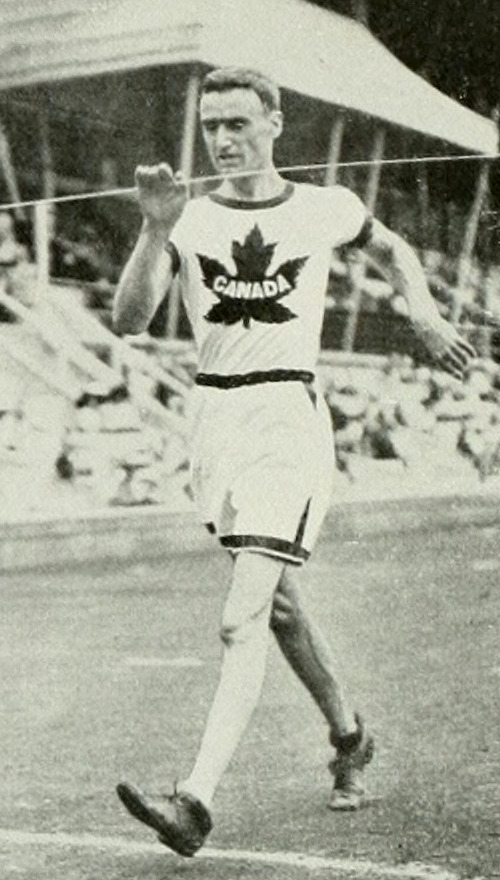
George Goulding – hier im Jahr 1912, auch 22. des Marathonlaufs, wurde Vierter und vier Jahre darauf Olympiasieger im 10.000-Meter-Bahngehen